# بخش مرازان
بخش مرازان (به اسپانیایی: Departamento de Morazán) یک منطقهٔ مسکونی در السالوادور است که در السالوادور واقع شده‌است. بخش مرازان ۱٬۴۴۷٫۴ کیلومتر مربع مساحت و ۱۹۹٬۵۱۹ نفر جمعیت دارد.

## خواهرخوانده
شهر شهرستان مانتگامری، مریلند خواهرخواندهٔ بخش مرازان هست.